# 유진 위그너
유진 폴 위그너(헝가리어: Wigner Jenő Pál, [ˈviɡnɛr ˈjɛnøː ˈpaːl]; 영어: Eugene Paul Wigner, [juːʤíːn pɔ́ːl wígnər]; 1902년 11월 17일 ~ 1995년 1월 1일)는 수리물리학에 기여한 헝가리, 미국의 이론물리학자이다. 위그너는 "기본 대칭 원리의 발견과 적용을 통해 원자핵과 기본 입자 이론에 기여한 공로"로 1963년 노벨 물리학상을 받았다.
베를린 공과 대학을 졸업한 위그너는 베를린의 카이저 빌헬름 연구소에서 카를 바이센베르크와 리처드 베커의 조수로, 괴팅겐 대학교에서 다비드 힐베르트의 조수로 일했다. 위그너와 헤르만 바일은 군론, 특히 물리학의 대칭 이론을 물리학에 도입하는 일을 담당했다. 그 과정에서 위그너는 순수 수학 분야에서 획기적인 연구를 수행했으며, 이 분야에서 여러 수학적 정리를 저술했다. 특히 위그너 정리는 양자역학의 수학적 공식화의 초석이다. 그는 또한 원자핵의 구조에 대한 연구로도 유명하다. 1930년 프린스턴 대학교는 존 폰 노이만과 함께 위그너를 영입하여 그는 미국으로 건너갔고, 그곳에서 1937년에 시민권을 취득했다.
위그너는 실라르드 레오 및 알베르트 아인슈타인과의 회의에 참여하여 아인슈타인-실라르드 편지를 작성했으며 프랭클린 D. 루스벨트 대통령은 원자폭탄 개발을 위한 맨해튼 프로젝트를 시작했다. 위그너는 독일의 핵무기 프로젝트가 원자폭탄을 먼저 개발할 것을 두려워했다. 맨해튼 프로젝트 동안 위그너는 우라늄을 무기급 플루토늄으로 전환하기 위한 원자로를 설계하는 임무를 맡은 팀을 이끌었다. 당시 원자로는 서류상으로만 존재했고, 아직 임계 상태 원자로는 없었다. 위그너는 듀폰이 원자로의 건설 뿐만 아니라 설계에 대한 책임을 지고 있다는 사실에 실망했다. 위그너는 1946년 초에 클린턴 연구소(현 오크리지 국립연구소)의 연구 개발의 책임자가 되었지만 미국 원자력 위원회의 관료적 간섭에 좌절하고 프린스턴으로 돌아왔다.
전후 기간에는 1947년부터 1951년까지 미국 국립표준기술연구소, 1951년부터 1954년까지 미국 국립과학재단의 수학 패널, 국립과학재단의 물리학 패널, 1952년부터 1957년까지 미국 원자력 위원회의 일반 자문 위원회를, 1959년부터 1964년까지 재직했다. 말년에는 더 철학적인 인물이 되어 기술 수학 및 물리학 이외의 분야에서 가장 잘 알려진 《자연과학에서 수학의 불합리한 효과》를 출판했다.

## 초년

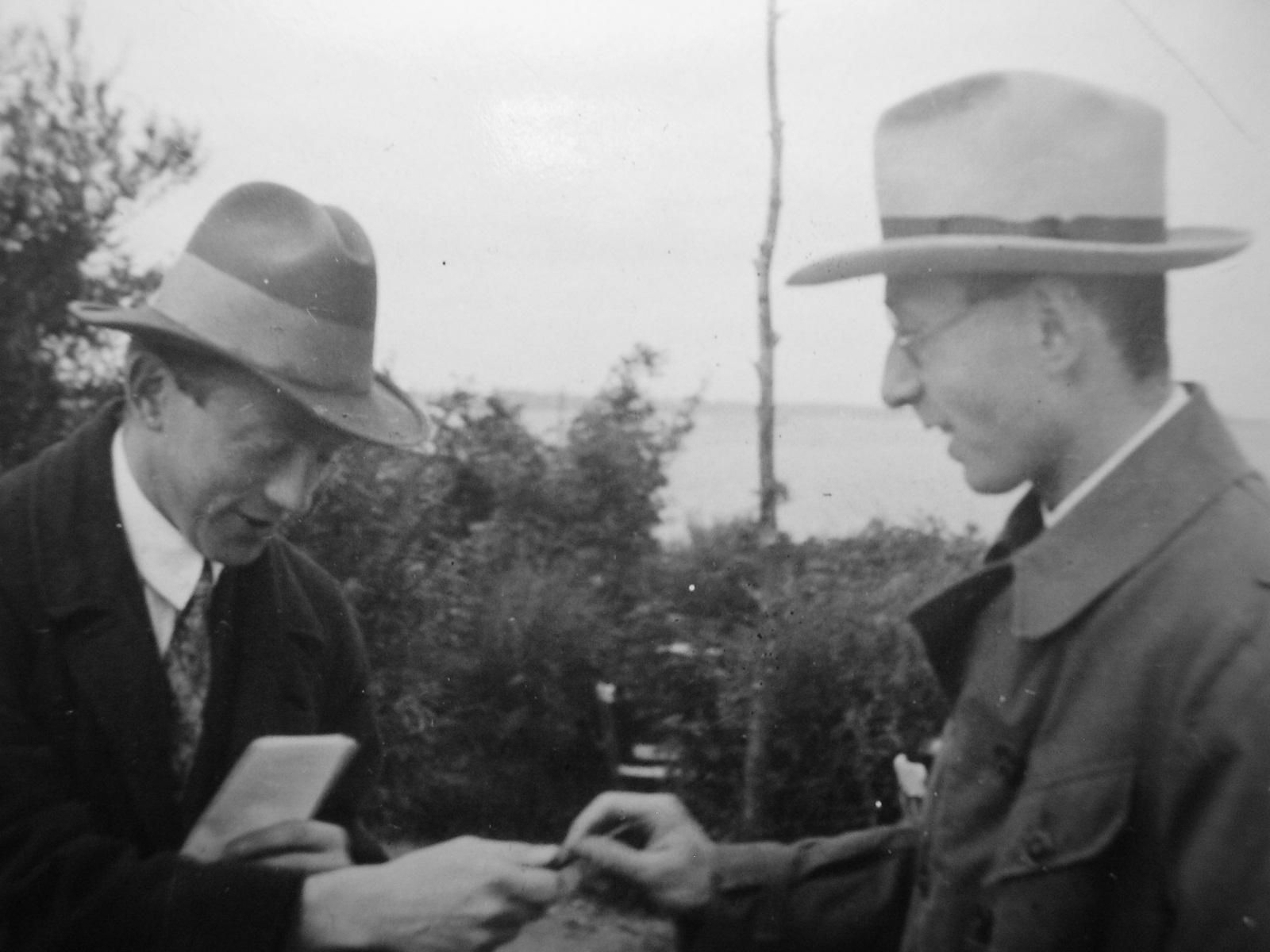
베르너 하이젠베르크와 유진 위그너 (1928)

위그너는 1902년 11월 17일 오스트리아-헝가리 부다페스트에서 중산층 유대인 부모인 엘리자베스(아인혼)와 가죽 무두질을 하는 앤서니 위그너 사이에서 태어났다. 그에게는 비리로 알려진 언니 베르타와 맨시로 알려진 여동생 마르기트가 있었는데, 나중에 영국의 이론 물리학자 폴 디랙과 결혼했다. 위그너는 9살 때 3학년에 학교에 다닐 때까지 전문 교사에게 홈스쿨링을 받았다. 이 기간 동안 위그너는 수학적 문제에 대한 관심을 키웠다. 11살의 나이에 위그너는 결핵 판정을 받았다. 위그너의 부모는 의사가 진단이 잘못 되었다는 결론을 내리기 전에 그를 오스트리아 산지에 있는 요양원에서 6주 동안 지내도록 보냈다.
위그너의 가족은 유대인이었지만 종교적으로는 신봉하지 않았으며, 그의 바르와 바트 미츠바는 세속적인 것이었다. 1915년부터 1919년까지 그는 그의 아버지가 다니던 학교인 이차 문법 학교 파소리 에반젤리쿠스 김나지움에서 공부했다. 종교 교육이 필수라서 그는 랍비가 가르치는 유대교 수업에 참석했다. 동창생에는 위그너보다 1년 아래 존 폰 노이만이 있었다. 그들은 둘 다 저명한 수학 교사인 라츠 라슬로의 가르침으로부터 혜택을 받았다. 1919년, 쿤 벨러 공산주의 정권을 피하기 위해 위그너 가족은 잠시 오스트리아로 도피했다가 쿤이 몰락한 후 헝가리로 돌아왔다. 부분적으로는 쿤 정권에서 유태인이 두드러진 것에 대한 반작용으로 가족은 루터교로 개종했다. 위그너는 나중에 자신의 가족이 루터교로 개종하기로 한 결정이 "심각한 종교적 결정이 아니라 반공산주의적 결정"이었다고 설명했다. 종교와 관련하여 위그너는 무신론자였다.
1920년에 중등 학교를 졸업한 후, 위그너는 무계템으로 알려진 부다페스트 공과대학에 등록했다. 그는 제공되는 과정에 만족하지 않았고 1921년 베를린의 공과대학(현 베를린 공과대학교)에 등록하여 화학공학을 전공했다. 그는 또한 독일 물리학회의 수요일 오후 토론회에 참석했다. 이 토론회에는 막스 플랑크, 막스 폰 라우에, 루돌프 라덴부르크, 베르너 하이젠베르크, 발터 네른스트, 볼프강 파울리 및 알베르트 아인슈타인을 포함한 주요 연구원들이 참여했다. 또한 위그너는 물리학자 실라르드 레오를 만났고, 레오는 곧바로 위그너의 가장 친한 친구가 되었다. 베를린에서의 세 번째 경험은 형성적이었다. 위그너는 카이저 빌헬름 물리화학 및 전기화학 연구소(현 프리츠 하버 연구소)에서 근무했으며 그곳에서 라츠 라슬로 이후 위그너의 가장 위대한 스승이 된 마이클 폴라니를 만났다. 폴라니는 위그너의 이학박사 논문 "분자의 형성과 붕괴(Bildung und Zerfall von Molekülen)"를 지도했다.

## 중년
위그너는 부다페스트로 돌아와 아버지의 무두질 공장에서 일하다가 1926년 베를린의 카이저 빌헬름 연구소(Kaiser Wilhelm Institute)의 카를 바이센베르크의 제안을 수락했다. 바이센베르크는 X선 결정학에 대한 그의 작업을 도와줄 누군가를 원했고 폴라니는 위그너를 추천했다. 바이센베르크의 조수로서 6개월 후, 위그너는 리차드 베커에게 두 학기동안 일하게 되었다. 위그너는 에르빈 슈뢰딩거의 작업을 연구하면서 양자역학을 탐구했다. 그는 또한 페르디난트 프로베니우스와 에두아르트 리터 폰 베버의 군론을 탐구했다.
위그너는 아르놀트 조머펠트로부터 괴팅겐 대학교에서 위대한 수학자 다비드 힐베르트의 조수로 일하라는 요청을 받았다. 이것은 나이든 힐베르트의 능력이 떨어지고 그의 관심이 논리로 옮겨갔기 때문에 실망스러운 것으로 판명되었다. 그럼에도 불구하고 위그너는 독립적으로 연구했다. 그는 양자역학에서 대칭 이론의 토대를 마련했으며 1927년에 현재 Wigner D-행렬로 알려진 것을 도입했다. 위그너와 헤르만 바일은 군론을 양자역학에 도입하는 일을 담당했다. 후자는 표준 텍스트인 《군론과 양자역학(Group Theory and Quantum Mechanics)》 (1928)을 작성했지만 특히 젊은 물리학자들에게는 이해하기 쉽지 않았다. 위그너의 군론과 원자 스펙트럼의 양자역학에 대한 적용은 더 많은 청중이 군론에 접근할 수 있도록 했다.

위그너 6-j 심볼을 위한 주시스(Jucys) 다이어그램. 노드의 더하기 기호는 주변 선을 시계 반대방향으로 읽는 것을 나타낸다. 대칭으로 인해 다이어그램을 그릴 수 있는 방법에는 여러 가지가 있다. 미러 이미지를 가져와서 플러스를 마이너스로 변경하여 동등한 구성을 만들 수 있다.

이 작업에서 위그너는 양자역학에서 대칭성 이론의 토대를 마련했다. 이 이론은 현대 양자역학을 변화시킨다. 1931년에 위그너가 증명한 위그너 정리는 양자역학의 수학적 공식화의 초석이다. 그 정리는 회전, 변환 및 CPT 대칭과 같은 물리적 대칭이 상태의 힐베르트 공간에서 표현되는 방식을 지정한다. 그 정리에 따르면 모든 대칭 변환은 힐베르트 공간의 선형 및 유니터리 또는 반선형 및 반유니터리 변환으로 표시된다. 힐베르트 공간에서 대칭 그룹의 표현은 일반 군의 표현 또는 사영 표현이다.
1930년대 후반에 위그너는 연구를 원자핵으로 확장했다. 1929년까지 그의 논문은 물리학 세계에서 주목을 받았다. 1930년, 프린스턴 대학교는 위그너를 1년 강사로 채용했는데, 이는 그가 유럽에서 받은 급여의 7배였다. 프린스턴은 동시에 폰 노이만도 채용했다. 폴 위그너와 폰 노이만는 1928년에 3편의 논문과 1929년에 2편의 논문을 공동으로 작업했다. 이들은 각각 "유진"과 "존"으로 이름을 영어로 바꾸었다. 임기가 끝나자 프린스턴은 반년 동안 객원 교수로 5년 계약을 제안했다. 공과대학은 그해의 후반기에 대한 교육 과제로 응답했다. 이것은 나치가 곧 독일에서 권력을 장악했기 때문에 매우 시의적절했다. 1934년 프린스턴 대학교에서는 여동생 맨시를 물리학자 폴 디랙에게 소개했고, 후에 그녀와 결혼했다.
프린스턴은 1936년에 계약이 만료되었을 때 위그너를 다시 고용하지 않았다. 위그너는 그레고리 브라이트를 통해 위스콘신 대학교에서 새로운 직장을 찾았다. 그곳에서 그는 그곳에서 물리학과 학생이었던 그의 첫 번째 아내인 아멜리아 프랭크를 만났다. 그러나 그녀는 1937년에 예기치 않게 사망했고, 위그너는 절망에 빠졌다. 따라서 그는 프린스턴 대학의 1938년 제의를 수락하여 그곳으로 돌아갔다. 위그너는 1937년 1월 8일에 미국의 귀화 시민이 되었고 부모를 미국으로 모셔왔다.

## 맨해튼 프로젝트

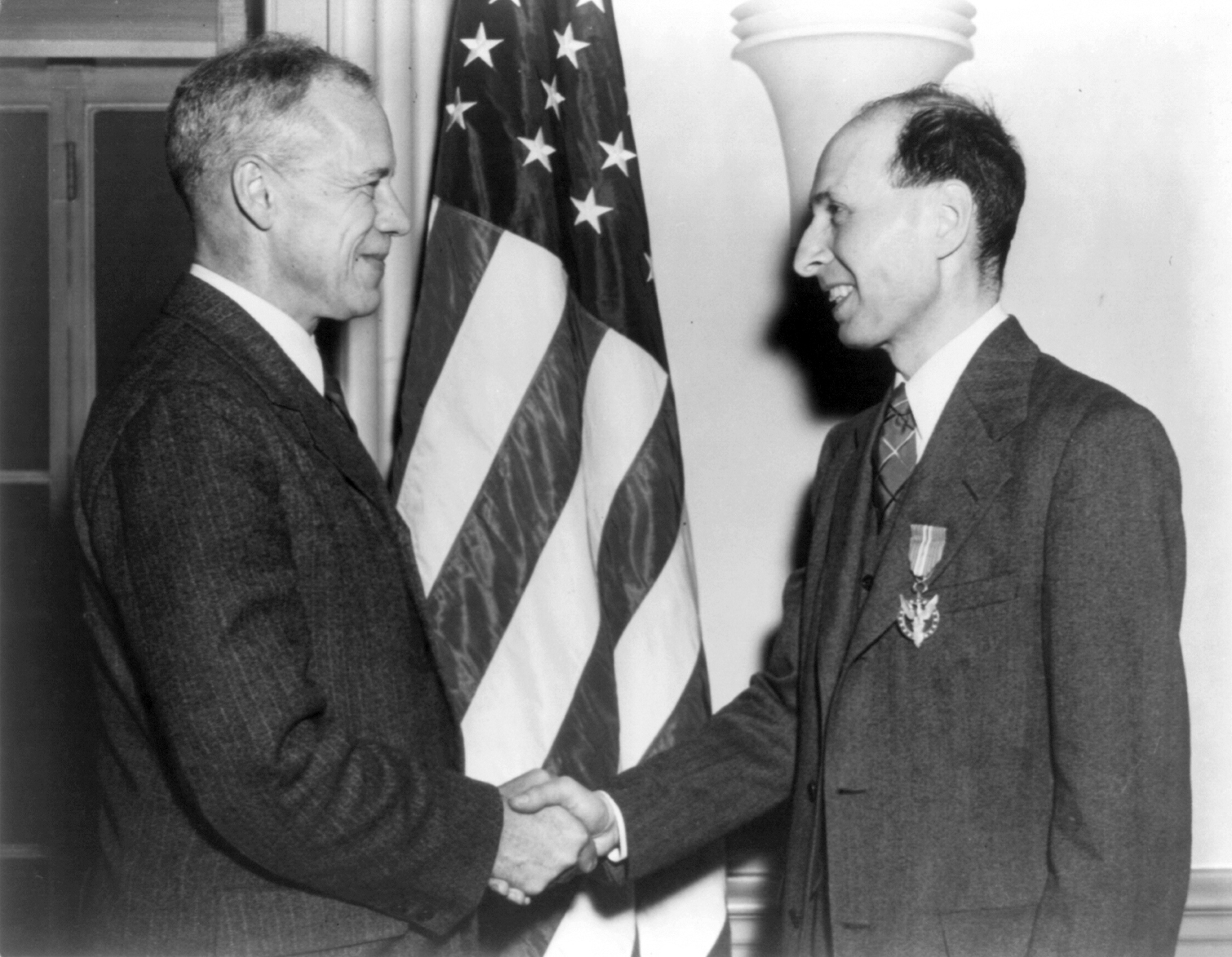
위그너가 맨해튼 프로젝트에 대한 공로로 로버트 P. 패터슨_{Robert P. Patterson}으로부터 공로 훈장(Medal for Merit)을 받음. 1946년 5월 5일

그는 정치 아마추어라고 공언했지만 1939년 8월 2일 실라르드 레오와 알베르트 아인슈타인과의 만남에 참석하여 아인슈타인-실라르드 편지가 결과 했으며, 그로부터 프랭클린 D. 루즈벨트 대통령이 원자폭탄 개발을 위한 맨해튼 프로젝트를 촉진하게 했다. 위그너는 독일의 핵무기 프로젝트가 원자폭탄을 먼저 개발할 것을 두려워했고, 독일이 승리하면 그를 추적하는 데 사용될 수 있기 때문에 지문 채취를 거부했다. "죽임을 당할 생각이", 그는 나중에 회상하기를, "당신의 정신을 훌륭하게 집중시킨다."
1941년 6월 4일, 위그너는 1932년 예일 대학교에서 박사 학위를 마친 배서 칼리지의 물리학 교수인 그의 두 번째 아내인 메리 아네트 휠러와 결혼했다. 전쟁이 끝난 후 그녀는 1964년 은퇴할 때까지 뉴저지에 있는 럿거스 대학교의 더글라스 칼리지(Douglass College) 교수진에서 물리학을 가르쳤다. 그들은 1977년 11월 그녀가 사망할 때까지 결혼 생활을 유지했다. 그들에게는 데이비드 위그너와 마사 위그너 업턴이라는 두 자녀가 있었다.
맨해튼 프로젝트 동안 위그너는 어니스트 윌킨스 주니어, 앨빈 와인버그, 캐서린 웨이, 게일 영 및 에드워드 크로이츠가 포함된 팀을 이끌었다. 이 그룹의 임무는 우라늄을 무기급 플루토늄으로 전환할 생산용 원자로를 설계하는 것이었다. 당시 원자로는 서류상으로만 존재했고, 아직 임계 상태 원자로는 없었다. 1942년 7월 위그너는 흑연 중성자 감속재와 수냉식을 갖춘 보수적인 100MW 설계를 선택했다. 위그너는 세계 최초의 원자로인 시카고 파일 1(CP-1)이 통제된 핵 연쇄 반응을 달성했을 때인 1942년 12월 2일 시카고 대학교의 버려진 스태그 필드의 스탠드 아래 개조된 라켓 코트에 참석했다.

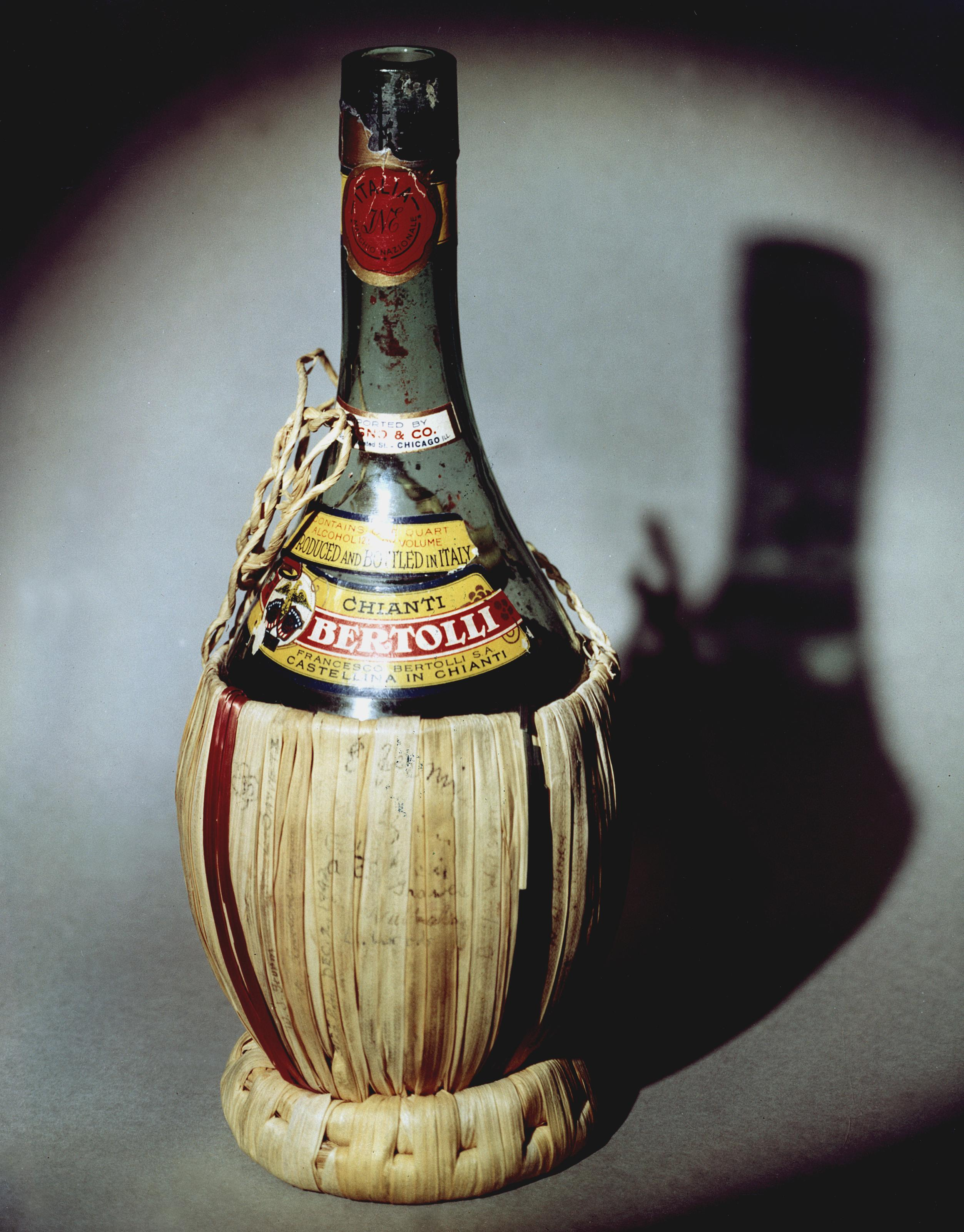
키안티 피애스코(물병). 최초의 자립적인, 통제된 연쇄 반응을 축하하기 위해 위그너가 구입한 포도주. 참가자들이 거기에 서명했다.

위그는 듀폰이 원자로의 건설 뿐만 아니라 상세한 설계에 대한 책임을 지고 있다는 사실에 실망했다. 그는 1943년 2월에 사임하겠다고 위협했지만 야금 연구소 소장인 아서 콤프턴이 그를 대신 휴가 보냈다. 밝혀진 바와 같이, 원자로에 더 많은 우라늄을 공급하기 위한 추가 부하관을 제공하기로 한 듀폰에 의한 설계 결정은 중성자 중독이 문제가 되었을 때 프로젝트를 구제했다. 추가 튜브가 없었다면 원자로는 흑연의 붕소 불순물이 연소 되고 원자로를 최대 전력으로 가동하기에 충분한 플루토늄이 생성될 때까지 35% 전력으로 가동될 수 있었다; 그러나 이것은 프로젝트를 1년 뒤로 미뤘을 것이다. 1950년대에는 사바나 리버 사이트에서 듀폰을 위해 일하기도 했다. 위그너는 맨해튼 프로젝트에서 일한 것을 후회하지 않았으며, 때로는 원자폭탄이 1년 일찍 준비되었기를 바랐다.
프로젝트 동안 위그너가 발견한 중요한 발견은 위그너 효과였다. 이것은 중성자 복사]에 의한 원자의 변위로 인한 흑연 감속재의 팽창이다. 위그너 효과는 전후 시기에 핸퍼드 사이트의 원자로에 심각한 문제였으며 결과적으로 생산량이 감소했고 원자로가 완전히 폐쇄되었다. 제어된 가열 및 어닐링으로 극복할 수 있다는 것이 결국 발견되었다.
맨해튼 프로젝트 자금 지원을 통해서, 위그너와 레너드 아이젠버드는 또한 핵 반응에 대한 중요한 일반 접근 방식인, 1947년에 출판된 위그너-아이젠버드 R-행렬 이론을 개발했다.

## 말년
위그너는 1944년 미국철학학회 회원으로, 1945년 미국국립과학원 회원으로 선출되었다. 위그너는 1946년 초 테네시주 오크리지에 있는 클린턴 연구소(현 오크리지 국립연구소)의 연구 개발 책임자 자리를 수락했다. 위그너는 연구소의 행정 의무에 관여하고 싶지 않았기 때문에 공동 소장이 되었고, 제임스 럼이 업무 지휘자로서 행정적인 잡무를 처리했다. 1947년 초에 새로 창설된 미국 원자력 위원회(AEC)가 연구소의 운영을 맡았을 때 위그너는 많은 기술적 결정이 워싱턴에서 내려질 것을 두려워했다. 그는 또한 연구실에서 육군이 전시 안보 정책을 계속하는 것을 연구를 방해하는 "간섭적인 감독"으로 보았다. 그러한 사건 중 하나는 1947년 3월에 AEC가 위그너의 과학자들이 임계 질량의 우라늄-235로 실험을 수행하고 있다는 사실을 발견했을 때 발생했다. 맨해튼 프로젝트 지휘자인 레슬리 그로브스 소장이, 1946년 로스알라모스 실험소에서 루이스 슬로틴이 사망한 후, 8월에 그러한 실험을 금지했을 때였다. 위그너는 슬로틴을 죽인 것과는 완전히 다른 실험을 중단해야 한다는 그로브스의 명령이 대체되어야 한다고 주장했다.
그러한 환경에서 관리 역할에 부적합하다고 느낀 그는 1947년 오크리지를 떠나 프린스턴 대학교로 돌아왔지만, 그가 그 시설에서 수년 간 컨설팅 역할을 유지했다. 전후 기간에, 그는 1947년부터 1951년까지 미국 국립표준기술연구소, 1951년부터 1954년까지 전미과학공학의학한림원의 수학 패널, 국립과학재단의 물리학 패널, 1952년부터 1957년까지, 그리고 다시 1959년부터 1964년까지 미국 원자력 위원회의 일반 자문 위원회를 포함한 많은 정부 기관에 봉사했다. 그는 또한 민방위에도 기여했다.
1950년 미국 예술 과학 아카데미에 선출되었다.
삶이 끝나갈 무렵, 위그너의 생각은 더욱 철학적이 되었다. 1960년에 그는 수학과 물리학의 철학에 관한 고전적인 논문을 출판했는데, 그 논문은 기술적 수학 및 물리학 이외의 분야에서 가장 잘 알려지게 된 저술, 《자연과학에서 수학의 불합리한 효과》이다. 그는 생물학과 인식이 물리적 개념의 기원이 될 수 있으며, 그것은 우리 인간이 그것들을 지각하기 때문이며, 수학과 물리학이 매우 잘 일치하는 행복한 우연의 일치는 "비합리적"이고 설명하기 어려운 것처럼 보인다고 주장했다. 그의 독창적인 논문은 광범위한 분야에 걸쳐 많은 반응을 불러일으키고 영감을 주었다. 여기에는 컴퓨터 과학의 리처드 해밍, 분자 생물학의 아서 레스크, 데이터 마이닝의 피터 노빅, 물리학의 맥스 테그마크, 수학의 이보르 그라탄기네스, 경제학의 벨라 벨루필라이를 포함한다.
양자 역학 이론에 대한 철학적 질문으로 전환한 위그너는 의식이 양자역학에서의 측정 프로세스의 기초라는 자신의 믿음을 설명하기 위해 사고 실험(나중에 위그너의 친구 역설(Wigner's Friend paradox)이라고 함)을 개발했다. 따라서 그는 인간의 의식을 중심에 두는 존재론적 접근 방식을 따랐다: "양자 역학이 제공한다고 주장하는 모든 것은 의식의 후속 인상('통각(apperception)'이라고도 함) 사이의 확률적 연결이다."
측정은 우리의 의식에서 인상을 생성하는 상호 작용으로 이해되며(결과적으로 "측정된" 물리적 시스템의 파동 함수를 수정함) "의식은 붕괴를 일으킨다(consciousness causes collapse)"는 해석이라고 불리는 개념이다.
흥미롭게도 휴 에버렛 3세(위그너의 학생)는 1957년 논문의 서문 부분에서 위그너의 사고 실험을 "재미있지만 극도로 가상적인 드라마라고 논했다. 에버렛 작업의 초기 초안에서 위그너의 친구 상황에 대한 그림도 발견하는데, 이는 나중에 위그너의 것으로 지정된 사고 실험의 종이에 대한 첫 번째 증거로 보아야 한다. 이것은 에버렛이 적어도 위그너와 함께 문제를 논의했음에 틀림없다는 것을 암시한다.
1963년 11월, 위그너는 국방 예산의 10%를 핵폭탄 대피소와 생존 자원에 사용할 것을 요구하면서 그러한 지출은 군축보다 비용이 덜 들 것이라고 주장했다. 위그너는 핵 공격이 미국인의 20%를 죽일 것이라는 최근 우즈 홀(Woods Hole) 연구의 결론을 매우 겸손한 예측이며 독일이 제 2차 세계대전의 폐허에서 회복한 것보다 더 빨리 그러한 공격으로부터 회복할 수 있다고 고찰했다.
위그너는 1963년 "원자핵과 기본 입자 이론, 특히 기본적인 대칭 원리의 발견과 적용에 기여한 공로"로 노벨 물리학상을 수상했다. 상은 그 해에 나누어졌고 나머지 절반은 마리아 괴퍼트메이어와 J. 한스 D. 옌젠이 나누어 받았다. 위그너는 자신이 이런 일이 일어날 가능성을 생각해 본 적이 없다고 말하면서 다음과 같이 덧붙였다: "악한 일을 하지 않고는 신문에 내 이름이 실릴 줄은 꿈에도 몰랐다." 그는 또한 1950년 프랭클린 메달, 1958년 엔리코 페르미 상, 1959년 평화를 위한 원자 상(Atoms for Peace Award), 1961년 막스 플랑크 메달, 1969년 국가 과학 메달, 1972년 알베르트 아인슈타인 상, 1974년 미국 성취 아카데미(American Academy of Achievement)의 골든 플레이트 상(Golden Plate Award) 그리고 1978년의 동명의 위그너 메달(Wigner Medal) 등을 받았다. 1968년에 그는 조사이어 윌러드 기브스 강의를 했다.
1971년 프린스턴에서 은퇴한 후 위그너는 철학적 에세이 모음인 《대칭과 반사(Symmetries and Reflections)》의 초판을 준비했으며 국제 및 정치 회의에 더 많이 참여했다. 이 즈음에 그는 통일교의 연례 과학의 통일에 관한 국제 회의(
International Conference on the Unity of the Sciences)의 한 리더이자 연설하는(vocal) 옹호자가 되었다.
메리는 1977년 11월에 사망했다. 1979년에 위그너는 1972년에 사망한 프린스턴 대학교 대학원 학장이자 물리학자인 도널드 로스 해밀턴의 미망인인 그의 세 번째 아내 에일린 클레어패턴 해밀턴과 결혼했다. 1992년, 90세의 나이에 그는 앤드류 스잔톤과 함께 회고록 《유진 P. 위그너의 회상》을 출판했다. 이 책에서 위그너는 이렇게 말한다. "삶의 완전한 의미, 모든 인간 욕망의 집합적 의미는 근본적으로 우리가 파악할 수 없는 신비이다. 젊었을 때 나는 이런 상황에 싫증이 났다. 그러나 지금은 화해했다. 그런 미스터리와 관련되어 있다는 사실에 영광을 느낀다." 위그너의 에세이 모음집 《철학적 성찰과 종합》(1995)에서 그는 다음과 같이 말했다. "양자역학의 법칙을 의식에 대한 참고 없이 완전히 일관된 방식으로 공식화하는 것은 불가능했다."
위그너는 1979년 미국에서 설립된 민간 국내 정보 기관인 웨스턴 골즈 재단의 자문위원으로 "FBI의 무력화, 비미 활동 위원회의 무력화 그리고 결정적인 정부 파일의 파괴 등으로 인한 결정적인 틈새를 메우기 위해" 선정되었다.
위그너는 1995년 1월 1일 뉴저지 주 프린스턴에 있는 대학 의료 센터에서 폐렴으로 사망했다. 그의 유족으로는 아내 에일린 (2010년 사망)과 자녀 에리카, 데이비드, 마사 그리고 그의 자매 베르타와 마르기트가 있었다.

## 출판물
- 1958 (with Alvin M. Weinberg) 'Physical Theory of Neutron Chain Reactors' University of Chicago Press.
- 1959 'Group Theory and its Application to the Quantum Mechanics of Atomic Spectra' New York: Academic Press. Translation by J. J. Griffin of 1931, Gruppentheorie und ihre Anwendungen auf die Quantenmechanik der Atomspektren, Vieweg Verlag, Braunschweig.
- 1970 Symmetries and Reflections: Scientific Essays Indiana University Press, Bloomington.
- 1992 (as told to Andrew Szanton). 'The Recollections of Eugene P. Wigner' Plenum.
- 1995 (with Jagdish Mehra and Arthur S. Wightman, eds.). 'Philosophical Reflections and Syntheses' Springer, Berlin

## 주요 업적
이론물리학
- 바르그만–위그너 방정식(Bargmann–Wigner equations)
- 요르단–위그너 변환(Jordan–Wigner transformation)
- 뉴턴–위그너 국소화(Newton–Wigner localization)
- 다항식의 위그너–빌 분포(Polynomial Wigner–Ville distribution)
- 상대론적 브라이트–위그너 분포(Relativistic Breit–Wigner distribution)
- 토마스–위그너 세차(Thomas precession)
- 위그너-에카르트 정리
- 위그너–이뇌뉘 수축(Group contraction)
- 위그너–자이츠 셀(Wigner–Seitz cell)
- 위그너–자이츠 반경(Wigner–Seitz radiu)
- 위그너–바일 변환(Wigner–Weyl transform)
- 위그너–윌킨스 스펙트럼(Wigner–Wilkins spectrum)
- 위그너 분류
- 위그너 함수
- 위그너의 친구(Wigner's friend)
- 위그너 정리
- 위그너 결정(Wigner crystal)
- 위그너 D-행렬(Wigner D-matrix)
- 위그너 효과(Wigner effect)
- 위그너 에너지(Wigner energy)
- 위그너 격자(Wigner lattice)
- 위그너의 질환(Wigner's disease)
- 폰 노이만–위그너 해석(Von Neumann–Wigner interpretation)
- 위그너-위트머 상관 법칙(Wigner-Witmer correlationb rules)

수학
- 가보르-위그너 변환(Gabor–Wigner transform)
- 수정된 위그너 분포 함수(Modified Wigner distribution function)
- 위그너 분포 함수(Wigner distribution function)
- 위그너 반원 분포(Wigner semicircle distribution)
- 위그너 회전(Wigner rotation)
- 위그너 함수
- 6-j 심볼(6-j symbol)
- 9-j 심볼(9-j symbol)
- 3-j 심볼(3-j symbol)
- 위그너-이뇌뉘 군 수축(Wigner–İnönü group contraction)
- 위그너 예측(Wigner surmise)

## 같이 보기
- 유진 위그너의 이름을 딴 것들의 목록(List of things named after Eugene Wigner)
- 저명한 헝가리 과학자들(The Martians)
- 유대인 노벨상 수상자 목록(List of Jewish Nobel laureates)

## 참고 문헌
- Hewlett, Richard G.; Duncan, Francis (1969). Atomic Shield, 1947–1952 (PDF). A History of the United States Atomic Energy Commission. University Park, Pennsylvania: Pennsylvania State University Press.
- Johnson, Leland; Schaffer, Daniel (1994). Oak Ridge National Laboratory: the first fifty years. Knoxville: University of Tennessee Press.
- Rhodes, Richard (1995). Dark Sun: The Making of the Hydrogen Bomb. New York: Simon & Schuster.
- N. Mukunda (1995) "Eugene Paul Wigner – A tribute", Current Science] 69(4): 375–85
- Szanton, Andrew (1992). The Recollections of Eugene P. Wigner. Plenum.
- Wigner, E. P. (1931). Gruppentheorie und ihre Anwendung auf die Quanten mechanik der Atomspektren (in German). Braunschweig, Germany: Friedrich Vieweg und Sohn.
- Wigner, E. P. (1959). Group Theory and its Application to the Quantum Mechanics of Atomic Spectra. translation from German by J. J. Griffin. New York: Academic Press.
- Wigner, E. P.; Weinberg, Alvin M. (1992). The collected works of Eugene Paul Wigner, Volume 5, Part A, Nuclear energy. Berlin: Springer.
- Wigner, Eugene Paul; Mehra, Jagdish; Wightman, A. S. (1995). Volume 7, Part B, Philosophical Reflections and Syntheses. Berlin: Springer.